# Saugeot

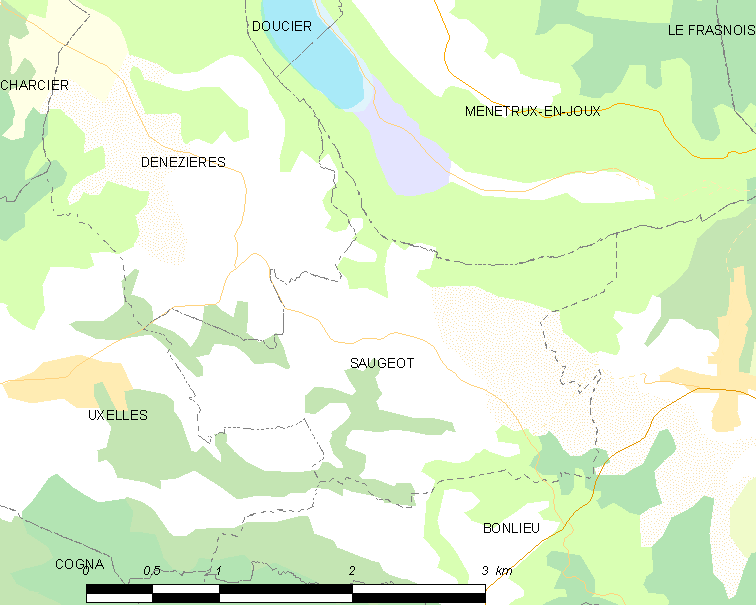

Saugeot ist eine französische Gemeinde im Département Jura in der Region Bourgogne-Franche-Comté.

## Geographie
Saugeot liegt auf 676 m, etwa 23 Kilometer ostsüdöstlich der Stadt Lons-le-Saunier (Luftlinie). Das Bauerndorf erstreckt sich im Jura, auf dem Hochplateau von Champagnole zwischen der Combe d’Ain im Westen und den Ketten des Hochjuras im Osten, nördlich der Talniederung des Baches Sirène.
Die Fläche des 4,49 km² großen Gemeindegebiets umfasst einen Abschnitt des französischen Juras. Der zentrale Teil des Gebietes wird vom Hochplateau von Saugeot eingenommen, das durchschnittlich auf 680 m liegt. Gegen Westen ist die leicht gewellte Hochfläche sanft geneigt. Sie wird durch den Bach Sirène, der südlich von Saugeot eine offene Talniederung bildet, nach Westen zum Ain entwässert. Nordöstlich des Dorfes befindet sich eine rund 40 m hohe Geländestufe, die zu einem weiteren Plateau überleitet. Hier wird mit 755 m die höchste Erhebung von Saugeot erreicht. Das ganze Gebiet zeigt ein lockeres Gefüge von Wies- und Weideland respektive Wald. Im Norden verläuft die Grenze stets auf der Oberkante des steil zum Hérisson-Tal abfallenden Hanges. 
Zu Saugeot gehören der Weiler Le Puits (640 m) auf dem Plateau nördlich des Sirène-Tals sowie einige Einzelhöfe. Nachbargemeinden von Saugeot sind Menétrux-en-Joux im Norden, Bonlieu im Osten und Süden sowie Uxelles und Denezières im Westen.

## Geschichte
Im Mittelalter gehörte das Gebiet von Saugeot zum Grundbesitz des Kartäuserklosters Bonlieu. Die Wasserkraft der Sirène wurde schon früh für den Betrieb einer Mühle und einer Walkmühle genutzt. Zusammen mit der Franche-Comté gelangte das Dorf mit dem Frieden von Nimwegen 1678 an Frankreich. Zu einer Gebietsveränderung kam es 1823, als das vorher selbständige Le Puits nach Saugeot eingemeindet wurde.

## Bevölkerung
| Jahr                       | 1962 | 1968 | 1975 | 1982 | 1990 | 1999 | 2005 | 2018 |
| Einwohner                  | 98   | 94   | 83   | 82   | 71   | 59   | 61   | 64   |
| Quellen: Cassini und INSEE |      |      |      |      |      |      |      |      |

Mit 56 Einwohnern (Stand 1. Januar 2022) gehört Saugeot zu den kleinsten Gemeinden des Départements Jura. Nachdem die Einwohnerzahl im 20. Jahrhundert deutlich abgenommen hatte (1886 wurden noch 191 Personen gezählt), wurde in den letzten Jahren eine Stagnation verzeichnet.

## Wirtschaft und Infrastruktur
Saugeot war bis weit ins 20. Jahrhundert hinein ein vorwiegend durch die Landwirtschaft, insbesondere Viehzucht und Milchwirtschaft, sowie durch die Forstwirtschaft geprägtes Dorf. Noch heute leben die Bewohner zur Hauptsache von der Tätigkeit im ersten Sektor. Außerhalb des primären Sektors gibt es nur wenige Arbeitsplätze im Dorf. Einige Erwerbstätige sind auch Wegpendler, die in den umliegenden größeren Ortschaften ihrer Arbeit nachgehen.
Die Ortschaft liegt abseits der größeren Durchgangsstraßen, ist aber von der Hauptstraße N78, die von Lons-le-Saunier nach Saint-Laurent-en-Grandvaux führt, leicht erreichbar. Weitere Straßenverbindungen bestehen mit Uxelles und Denezières.

## Sonstiges
Der türkische Fußballnationalspieler Mevlüt Erdinç verbrachte hier seine Jugend. Er spielte hier beim FC Saugeot.